# Barbu Știrbey
Barbu Alexandru Știrbey (Buftea, 4 novembre 1872 – Bucarest, 24 marzo 1946) è stato un politico rumeno, brevemente primo ministro della Romania dal 4 giugno al 21 giugno 1927.
Era il figlio del príncipe Alexandru Dimitrie Știrbey e sua moglie María Ghika Comănești, nipote di un altro principe Barbu Dimitrie Știrbey (nato Bibescu, adottato Știrbey), che fu principe del Valacchia che morì nel 1869.
Sposò la principessa Nadejda Bibescu intorno al 1895, e ebbero quattro figlie (Cătălina, Maria, Nadejda ed Elena).
La sua importanza per la storia della Romania si deve all'influenza che ottenne come confidente e amante della regina Maria, sposa di Ferdinando I di Romania, figura molto influente negli ambienti governativi della Romania durante il regno del marito e, dopo la sua morte, durante la reggenza del nipote, fino all'ascensione al trono del figlio Carolo II nel 1930.
Știrbey e la regina Mary erano amanti, e Știrbey era probabilmente il padre del figlio più giovane, il principe Mircea, e forse il padre della principessa Elena.
All'inizio della Prima Guerra Mondiale, la regina, sostenitrice della Triplice Intesa, influenzò la politica del paese attraverso suo marito e Știrbey, che l'ambasciata tedesca usò come collegamento con il re, ricevendo informazioni distorte sulle intenzioni del re.
Poco dopo il colpo di Stato del 23 agosto 1944, si recò a Mosca come parte della delegazione rumena che firmò un armistizio con l'Unione Sovietica il 12 settembre 1944. Ad accompagnare Știrbey c'erano altri plenipotenziari: Lucrețiu Pătrășcanu, Dumitru Dămăceanu e Ghiță Popp. Da parte sovietica l'accordo fu firmato da Rodion Malinovskij.
È un antenato della principessa consorte Maria del Liechtenstein.